# Grandyle Village, New York
Grandyle Village, New York (енгл. Grandyle Village) насељено је место без административног статуса у америчкој савезној држави Њујорк.

## Демографија
По попису из 2010. године број становника је 4.629.
| Група             | 2000.    | 2010.         |
| Белци             | 0 (0,0%) | 4.343 (93,8%) |
| Афроамериканци    | 0 (0,0%) | 59 (1,3%)     |
| Азијати           | 0 (0,0%) | 71 (1,5%)     |
| Хиспаноамериканци | 0 (0,0%) | 96 (2,1%)     |
| Укупно            | 0        | 4.629         |